# Spot the Pigeon
Spot the Pigeon is een ep van Genesis, die werd uitgegeven in 1977 na de succesvolle albums A Trick of the Tail en Wind & Wuthering. Phil Collins is dus de zanger. Zo te horen is Steve Hackett al vertrokken (behalve track 3) en neigt de muziek al meer naar ...And then there were three.
Steve Hackett vertrok nadat hij onenigheid kreeg met de overige leden over zijn inbreng. Hackett had onder meer bezwaar dat track 3 niet werd opgenomen in het album Wind & Wuthering. De tracks zijn alle drie geschreven door Banks, Rutherford en Collins; track 3 in samenwerking met Hackett, misschien daarom.

## Tracks
1. Match of the Day, naar aanleiding van het saaie bestaan in Engelse steden op de zaterdag, als Match of the Day werd uitgezonden; Citaat: Yes Match of the Day is the only way to spend your Saturday;
2. Pigeons, een uptempo nummer met invloeden van The Beatles;
3. Inside and Out; een verhaal in de trant van All in a mouse's night.

Speeltijd 13 minuten.
Tracks 2 en 3 zijn later te vinden op de Archivebox II; track 1 is nergens anders te horen; track 1 komt pas in 2007 weer boven water bij een verzamelbox voor de Verenigde Staten: Genesis 1976 - 1982.
Track 1 is wel terug te vinden op een verzamel-CD van het Charisma-label met de titel "Refugees: A Charisma Records Anthology 1969-1978"
Dit betekent dat uiteindelijk alle drie de tracks van de EP "Spot The Pigeon" zijn terug te vinden op CD.
De ep werd in 1985 door Virgin-Charisma overgezet naar de mini-cd, een kleine cd, die anno 2007 geheel verdwenen is; het is een voorloper van de minidisk. Voor afspelen in cd-spelers is een adapter nodig. Hoe klein de verpakking ook, men heeft toch ruimte gevonden de teksten mee af te drukken. De ep werd ook als een standaard maxi-cd uitgebracht in een zgn slimline jewel case. HIerbij echter geen songteksten.
From Genesis to Revelation · Trespass · Nursery Cryme · Foxtrot · Live · Selling England by the Pound · The Lamb Lies Down on Broadway · A Trick of the Tail · Wind & Wuthering · Seconds Out · ...And then there were three... · Duke · Abacab · Three Sides Live · Genesis · Invisible Touch · We Can't Dance ·  The way we walk volume one, the shorts · The way we walk volume two, the longs · Calling All Stations · Turn It On Again · Genesis Live over Europe